# 久留島秀三郎
久留島 秀三郎（くるしま ひでざぶろう、1888年9月11日 -  1970年9月22日）は、多くの会社の社長、会長を務めた財界人、作家。京都府生まれ。鉱山技師で工学博士でもある。日本科学技術連盟第5代理事長。ボーイスカウト日本連盟第5代総長。旧姓は中野秀三郎。実兄は中野忠八。義父は久留島武彦。

## 経歴
第三高等学校、九州帝国大学工科大学採鉱学科を卒業。
1914年12月より1916年6月まで兵役を務めた後、1916年9月より1920年7月まで農商務省鉱山局札幌鉱務署に勤務。
1916年、「京都少年義勇軍」の少年たちとともに、日本のボーイスカウトによる初野営（キャンプ）が琵琶湖畔の雄松崎（滋賀県志賀町）を実施。（現在、同地には『日本ボーイスカウト初野営の地』記念碑が建てられている。） 
1920年から1937年まで満州に滞在し、多数の会社の役員を歴任。
1924年に行われた第2回世界ジャンボリー（デンマーク、コペンハーゲン）からの帰国の船内で、久留島武彦と中野忠八が中野の弟・秀三郎と久留島の一人娘を娶わせ、秀三郎を久留島家の養子とする縁談を決めたと伝えられている。
1937年から1963年まで昭和鉱業株式会社の社長（退任後、相談役）。1946年、同和鉱業株式会社の取締役社長となる。
1950年、ボーイスカウト日本連盟理事に就任。1953年日本科学技術連盟理事長に就任。1954年、ボーイスカウト日本連盟理事長に就任。
1956年、日本国有鉄道理事、産業計画会議委員（議長・松永安左ヱ門）就任。
1961年、日本鉱業協会会長。
1966年、ボーイスカウト日本連盟の第5代総長に就任。
1971年に静岡県、朝霧高原で行われた第13回世界ジャンボリーの後、ボーイスカウト日本連盟の正式英語名を "Boy Scout of Japan" から "Boy Scout of Nippon" とすべきだと主張し、議論の末にこれが定着した（なお、英語表記は2001年に "Scout Association of Japan" に変更された）。
また、神奈川県横浜市の「こどもの国」に「無名のスカウト戦士（Unknown　Soldier）」のトーテムボール・彫像を建てる活動を推進した。

## 著書
- 『珈琲を啜りながら ― 南米紀行』（1931年）
- 『馬賊を語る』（1939年）
- 『印度・印度支那』（1940年）
- 『沸印を描く』（1944年）
- 『飛行機とバスの窓から』（1950年）
- 『空気の液化とその利用』(1950年)
- 『北米東西南北』（1951年）
- 『ユーゴスラヴィア ― ヴアルカンの赤い星』(1954年)
- 『つれづれに』(1957年)
- 『鉱物資源の完全活用 ― 鉱物資源の完全活用に関する工業的研究』(1957年)
- 『世界ところどころ 第1集  ニュージーランドの巻』（1959年）
- 『世界ところどころ 第2集　イスラエルの巻』（1959年）
- 『世界ところどころ 第3集　ヨーロッパの巻』（1959年）
- 『偲ぶ草 ― 久留島武彦』 (1960年)